# Institut français du cheval et de l'équitation
L’Institut français du cheval et de l'équitation (IFCE) est un établissement public à caractère administratif (EPA), dont le siège social est établi à Saumur, qui intervient dans différents domaines d'activité autour du cheval.
L’IFCE est reconnu comme l’institut technique de référence au service des acteurs de la filière équine. Ses domaines sont la production, la valorisation des savoirs relatifs aux équidés et leurs différents usages dans toutes ses dimensions : génétiques, agricoles, environnementales, économiques, sociales, sportives, de loisir et bien-être animal.
Il est connu du public pour ses deux marques fortes « les Haras nationaux » et « École nationale d'équitation - le Cadre noir ».

## Historique
Créé par le décret du 22 janvier 2010,, l'Institut français du cheval et de l'équitation est issu du regroupement de deux établissements publics, les Haras nationaux, fondé en 1999, et l'École nationale d'équitation (ENE), créée en 1972. 
En 2016, la Cour des comptes produit un rapport critique de l'IFCE, jugeant la fusion mal conduite et appelant dans le titre de son rapport à « une extinction à programmer », notamment en raison de la taille du parc immobilier et de la dispersion des effectifs,. Une mission interministérielle du Conseil général de l’alimentation, de l’agriculture et des espaces ruraux (CGAAER) du ministère de l'Agriculture et de l’inspection générale de la Jeunesse et des sports est conduite en 2017. Le rapport est beaucoup moins sévère que celui de la Cour des Comptes, et formule des recommandations en termes d'évolution de l'institut et de poursuite de certaines orientations.

## Statut et organisation
L'Institut français du cheval et de l'équitation est régi par les articles R.653-13 à R.653-29 du code rural et de la pêche maritime. Il est placé sous la tutelle du ministère de l'Agriculture et du ministère des Sports. Son siège est situé à Saumur (Maine-et-Loire), ville d'implantation du Cadre noir.
La qualification d’institut technique agricole (ITA) a été accordée par le ministère de l’agriculture et de l’alimentation par un arrêté du 8 février 2018.
Son conseil d'administration compte 24 membres, dont sept représentant l'État (représentants le Premier ministre, le ministre de l'agriculture, le ministre chargé des sports, le ministre chargé du budget et enfin le ministre de la défense), 1 Commissaire du Gouvernement, 12 personnalités qualifiées représentant les différents domaines d'intérêt pour le cheval (dont un représentant de la Fédération française d'équitation), et 4 représentants élus du personnel.
Le directeur général, nommé pour trois ans, est assisté d'un directeur général adjoint chargé de la formation et de l'Ecuyer en chef, responsable technique du Cadre noir,. Jean-Roch Gaillet est nommé directeur général par décret en date du 1er octobre 2018, succédant à Didier Garnier ayant assuré l'intérim depuis mai 2018.

## Missions
Le contrat d’objectifs et de performance actuel (2023-2027) de l’IFCE lui donne trois axes stratégiques se déclinant en sept missions :
1. L'IFCE, un opérateur public de structuration et de soutien de la filière équine et asine
- Accompagner l’élaboration des politiques publiques dédiées à la filière équine et contrôler leur mise en œuvre
- Sécuriser la traçabilité sanitaire et zootechnique des équidés, en intégrant les évolutions réglementaires, scientifiques, technologiques et les besoins de la filière
- Contribuer aux politiques de soutien des sports équestres

2. Développer l’expertise et diffuser l’information pour affirmer son rôle d’institut technique de référence pour les acteurs de la filière équine
- Organiser et contribuer à la production de connaissances et de ressources pour éclairer les décisions et répondre aux défis actuels et à venir
- Développer l’attractivité des métiers et formations, anticiper les évolutions et adapter l’offre de formation aux besoins des     professionnels
- Coordonner les actions de promotion de la filière équine française à l'international
- Conserver et vitaliser les patrimoines et les savoir-faire équestres français

3. S'engager dans une gestion exemplaire de ses ressources humaines et de ses moyens matériels

## Identité visuelle

Logo simple.
Logo complet.